# Dexosarcophaga chaetosa
Dexosarcophaga chaetosa är en tvåvingeart som beskrevs av Blanchard 1939. Dexosarcophaga chaetosa ingår i släktet Dexosarcophaga och familjen köttflugor. Inga underarter finns listade i Catalogue of Life.